# 国際連合ハイチ安定化ミッション
国際連合ハイチ安定化ミッション（こくさいれんごうハイチあんていかミッション、英：United Nations Stabilization Mission in Haiti, MINUSTAH）はハイチに展開していた国際連合平和維持活動（PKO）。2004年4月30日の国際連合安全保障理事会決議1542号を受けて設立された。ハイチの治安を回復し、選挙を含む民主的政治プロセスの回復支援、難民帰還をはじめとした人権擁護活動を任務とする。

## 概要
2000年の議会選挙以降、ハイチでは政治勢力間対立が再び激しくなり、同年の大統領選挙ではジャン＝ベルトラン・アリスティドが当選したものの、反対派は投票に不正があったとして反発を強めた。この選挙結果に対して、アメリカ合衆国や西欧諸国は経済制裁を行なったほか、双方の支持者が衝突し、各地で騒乱・暴動が起きる事態となった。2004年2月に入り、かつてハイチ警察の幹部であったギ・フィリップが反政府武装勢力を率いて蜂起、ハイチでは軍事政権の解体過程で国軍をも解体していたため、国土の大部分が反政府勢力の支配下となった。このような内戦状態を国際社会は憂慮し、特にアメリカ合衆国の圧力もあって2月29日にアリスティドは大統領を辞職、アメリカ合衆国の手で中央アフリカへと送致された。
安全保障理事会は、2月29日に決議1529号を採択、ハイチの治安回復のため、多国籍暫定軍(MIF)の現地展開を承認した。アメリカ軍やフランス軍などを中心とするMIFは3月1日より現地に展開している。首都入りしたギ・フィリップが武力による抵抗を行なわなかったこともあり、展開に大きな問題は生じなかった。4月20日に安保理決議1542号が採択され、MIFの後続として国際連合ハイチ安定化ミッション(MINUSTAH)を設立、治安回復などを図ることとなった。MINUSTAHは6月1日にMIFより引継ぎを行なっている。
MINUSTAHの任務は、武装や動員の解除による治安の回復や社会復帰支援による治安回復の実施、警察機構の再建支援、選挙などを含む民主的政治プロセスの回復支援、難民帰還をはじめとした人権擁護活動などとなっている。規模は2007年時点で約8,800名、うち約7,000名が平和維持軍の軍事要員であった。MINUSTAHの活動期限は数次にわたり延長され、2006年には選挙が行なわれるほどには回復したが、2010年1月にハイチ地震が発生。これを受けて安全保障理事会は、緊急の復旧、復興及びハイチの安定化を支援するためMINUSTAHの要員を3,500名増員する決議第1908号を採択した。この地震においては代表のヘディ・アナビを初め、地震で亡くなった要員も少なくない。
なお、地震の後にはハイチ国内でコレラが大流行したが、このコレラの発生源が、国連平和維持部隊の一つ、ネパール軍の宿営地だった疑いが浮上している。感染した被害者や犠牲者の遺族らは、国連に保障を求めており、2013年5月8日には、国連に対し60日間の補償交渉期限を突き付けている。
2017年4月、安全保障理事会は決議2350号を採択。MINUSTAHは同年10月15日に終了し、翌日よりハイチ司法支援ミッション（MINUJUSTH）へ改編・移行された。